# Baringin Sip
Baringin Sip is een bestuurslaag in het regentschap Padang Lawas Utara van de provincie Noord-Sumatra, Indonesië. Baringin Sip telt 212 inwoners (volkstelling 2010).